# تمرد توباك أمارو الثاني
كان تمرد توباك أمارو الثاني (في الفترة من 1780 – 1782) انتفاضة للفلاحين الأصليين والمستيزو بدعم من الكريول بقيادة الكاسيكات (أي زعماء القبائل) ضد المستفيدين من إصلاحات بوربون في النيابة الملكية على بيرو. تضمنت الأسباب الأخرى حدوث تراجع اقتصادي واسع النطاق وإحياء هوية الإنكا التي جسدها توباك أمارو الثاني، وهو زعيم أصلي وقائد التمرد الأصلي. في حين تم القبض على توباك أمارو الثاني وإعدامه في عام 1781، استمر التمرد لمدة عام آخر على الأقل في ظل قادة آخرين.

## الخلفية
في محاولة لتبسيط تشغيل إمبراطوريتها الاستعمارية، بدأت حكومة إسبانيا في تقديم ما أصبح يعرف باسم إصلاحات البوربون في جميع أنحاء أمريكا الجنوبية. في عام 1776، وكجزء من هذه الإصلاحات، أنشأت ملكية ريو دي لا بلاتا البديلة عن طريق فصل بيرو العليا (بوليفيا الحديثة) والأراضي التي أصبحت الآن الأرجنتين عن النيابة الملكية على بيرو. تضمنت هذه المناطق مناجم الفضة المهمة اقتصاديًا في بوتوسي، والتي بدأت فوائدها الاقتصادية تتدفق إلى بوينس آيرس في الشرق، بدلاً من كوسكو وليما من الغرب. هذه الصعوبات الاقتصادية التي تطرأ على أجزاء من الألتيبلانو، بالإضافة إلى الاضطهاد النظامي للطبقات الهندية والمستيزو (مصدر متكرر للانتفاضات المحلية في جميع أنحاء أمريكا الجنوبية الاستعمارية الإسبانية) أسست بيئةً يمكن أن تحدث فيها انتفاضة واسعة النطاق.
في عام 1778، رفعت إسبانيا ضرائب المبيعات (المعروفة باسم الكابالا) على سلع مثل الروم واللبك (المشروبات الكحولية الشائعة للفلاحين والعامة) بينما شددت بقية نظامها الضريبي في مستعمراتها، جزئيًا لتمويل مشاركتها في الحرب الثورية الأمريكية. اعتمد خوسيه غابرييل كوندوركانكي، وهو هندي من الطبقة العليا يدعي النسب الملكي للإنكا، اسم توباك أمارو الثاني (في إشارة إلى توباك أمارو، آخر أباطرة الإنكا)، وفي عام 1780 دعا إلى التمرد. لقد ادعى أنه يتصرف نيابة عن ملك إسبانيا، وفرض سلطة ملكية على الإدارة الاستعمارية الفاسدة والخائنة. لقد كان مدفوعًا جزئيًا بقراءة نبوءة أن الإنكا ستحكم مجددًا بدعم بريطاني، وربما كان على علم بالتمرد الاستعماري البريطاني في أمريكا الشمالية والمشاركة الإسبانية في الحرب. بالإضافة إلى ذلك، فإن نمو التعدين كمصدر للدخل الاستعماري كان سببه في جزء كبير منه العبء المتزايد على العمال الأصليين الذين شكلوا قاعدة العمالة المستخدمة في تعدين الفضة، مما أدى إلى زيادة الاضطرابات.

## التمرد بالقرب من كوسكو
في 4 نوفمبر 1780، بعد حفلة في تونغاسوكا، حيث كان توباك يتولى منصب الكاسيك (أي زعيم قبيلة)، قبض هو وأنصاره على أنطونيو أرياغا، وهو كوريجدور من مسقط رأسه في تينتا. لقد أجبروه على كتابة رسائل إلى أمين صندوقه في تينتا يطلب فيها المال والأسلحة والأفراد الأقوياء ويأمر كذلك بتجمع الكوراكا في تونغاسوكا. في 10 نوفمبر، بعد ستة أيام من إلقاء القبض عليه، أُعدم أرياغا أمام الآلاف من الهنود، والمستيزو والكريولو، (وهم سكان محليون ينحدر بعضهم من أصل إسباني). بعد اغتيال أرياغا، أصدر توباك إعلانًا يستشهد بعدة مطالب صريحة تتعلق بقضايا السكان الأصليين. وشملت هذه إنهاء نظام العمل التناوب ميتا والحد من قوة الكوريجدور وبالتالي تضخيم قوته الخاصة باعتباره كاسيك. لتحقيق نفس الغاية، سعى أيضًا إلى إنشاء أودينسيا جديدة في كوسكو. بدأ توباك التنقل في الريف، حيث اكتسب مؤيدين، هم في المقام الأول من الطبقات الهندية والمستيزو، ولكن أيضًا مع بعض الكريول. في 17 نوفمبر، وصل إلى مدينة سانغارارا، حيث جمعت السلطات الإسبانية من كوسكو والمنطقة المحيطة بها قوة تضم حوالي 604 من الإسبان و700 من الهنود. هزم جيش توباك المخصص، الذي نما إلى عدة آلاف، هذه القوة في معركة سانغارارا في اليوم التالي، ودمر الكنيسة المحلية التي لجأ إليها عدد من الأشخاص. ثم التفت توباك جنوبًا ضد نصيحة زوجته والملازمة ميكايلا باستيداس، التي حثته على مهاجمة كوسكو قبل أن تتمكن الحكومة من التعبئة. كانت ميكايلا باستيداس قوة محورية في تمرد توباك دي أمارو وغالبًا ما يتم تجاهلها. عُرف باستيداس لقيادته انتفاضة في منطقة سان فيليبي دي تونجاسوكسا. غالبًا ما انحازت مجتمعات السكان الأصليين إلى المتمردين، ولم تبد الميليشيات المحلية مقاومة تذكر. لم يمض وقت طويل قبل أن تسيطر قوات توباك على هضبة جنوب بيرو بأكملها تقريبًا.
تصرف المسؤول الاستعماري الإسباني خوسيه أنطونيو دي أريشي ردًا على انتفاضة توباك، حيث نقل القوات من ليما وبعيدًا عن كارتاهينا نحو المنطقة. بدأ توباك أمارو الثاني في عام 1780 قيادة انتفاضة للسكان الأصليين، لكن الجيش الإسباني أثبت أنه قوي جدًا بالنسبة لجيشه الذي يتراوح عدد أفراده بين 40 ألفًا و60 ألفًا. بعد طردهم من عاصمة إمبراطورية الإنكا، سار المتمردون في جميع أنحاء البلاد لجمع القوات لمحاولة الرد. كان لقوات ليما دور فعال في المساعدة في صد حصار توباك لكوسكو في الفترة من 28 ديسمبر 1780 إلى 10 يناير 1781. في أعقاب هذه الإخفاقات، بدأ ائتلافه من المهزومين المتباينين في الانهيار، حيث تخلى عنه الكريول من الطبقة العليا في البداية لينضموا إلى القوات الموالية للإسبان. أدت الهزائم الإضافية والعروض الإسبانية للعفو عن المنشقين المتمردين إلى تعجيل انهيار قوات توباك. وبحلول نهاية فبراير 1781، بدأت السلطات الإسبانية تتقدم على أمارو الثاني. لقد كان جيش الموالين معظمه من السكان الأصليين ويتراوح عددهم بين 15 ألف و17 ألف جندي بقيادة خوسيه ديل فالي قد حاصر جيش المتمردين الأصغر بحلول 23 مارس. تم صد محاولة الاختراق في 5 أبريل، وتعرض توباك وعائلته للخيانة وتم أسرهم في اليوم التالي مع قائدة الكتيبة توماسا تیتو کاندمایتا، التي كانت النبيلة الأصلية الوحيدة التي سيتم إعدامه بجانب توباك. وبعد تعذيبه، حُكم على توباك بالإعدام في 15 مايو، وفي 18 مايو أُجبر على مشاهدة إعدام زوجته وأحد أطفاله قبل تقطيع أوصاله. فشلت الخيول الأربعة التي تعمل في اتجاهين متعاكسين في تمزيق أطرافه وبالتالي تم قطع رأس توباك.

## استمرار التمرد
لم ينتهي التمرد عقب القبض على توباك أمارو وإعدامه فقد حل مكانه أقاربه الأحياء، ومنهم ابن عمه دييغو كريستوبال توباك أمارو، وواصلوا الحرب، وإن كان ذلك باستخدام تكتيكات حرب العصابات، ونقل نقطة التمرد المحورية إلى مرتفعات كوياو حول بحيرة تيتيكاكا. استمرت الحرب أيضًا من قبل قائدة توباك كاتاري المسماة بارتولا سيسا. قادت سيسا مقاومة قوامها 2000 جندي لعدة أشهر حتى تم إسقاطهم في النهاية من قبل الجيش الإسباني. أُحبطت الجهود التي بذلتها الحكومة لقمع التمرد، من بين أمور أخرى، بسبب معدل الهروب المرتفع من التجنيد، والسكان المحليين العدائيين، وتكتيكات الأرض المحروقة، وبداية فصل الشتاء، وارتفاع المنطقة (كانت معظم القوات من الأراضي المنخفضة وكانت تواجه مشكلة في التكيف). احتل جيش بقيادة دييغو كريستوبال مدينة بونو المهمة استراتيجيًا في 7 مايو 1781، وشرع في استخدامها كقاعدة لشن هجمات من جميع أنحاء بيرو العليا. كان كريستوبال يحتفظ بالمدينة ومعظم الأراضي المحيطة به حتى أقنعه الخسائر المتصاعدة والدعم المتناقص بقبول عفو عام من نائب الملك أغوستين دي يوريغوي. أُجريت معاهدة أولية وجرى تبادل الأسرى في 12 ديسمبر، واستسلمت قوات كريستوبال رسميًا في 26 يناير 1782. ومع أن بعض المتمردين واصلوا المقاومة، إلا أن الأسوأ قد انتهى. قُضي على آخر البقايا المنظمة للتمرد بحلول مايو 1782 مع استمرار العنف المتقطع لعدة أشهر.
تم القبض على دييغو ووالدته والعديد من حلفائه وإعدامهم على أي حال من قبل السلطات الإسبانية المصابة بجنون العظمة في كوسكو في 19 يوليو 1783 بذريعة أنه انتهك اتفاقات السلام.
خلال التمرد، وخاصة بعد إعدام توباك أمارو الثاني، قُتل غير الهنود بصورة منهجية على أيدي المتمردين. وصف بعض المؤرخين عمليات القتل هذه التي تستهدف غير الهنود، بالاقتران مع محاولات الاستئصال العنيف للعديد من العادات الثقافية غير الهندية، بأنها إبادة جماعية بطبيعتها.
تم اكتشاف أن العديد من القادة الذين قاتلوا في التمرد بعد وفاة توباك دي أمارو من النساء (32 من أصل 73) وتم الاعتراف بهم لاحقًا من قبل المحرر النهائي لأمريكا الإسبانية، سيمون بوليفار في خطابه في عام 1820.[بحاجة لمصدر]

## النساء في التمرد
طوال منتصف القرن الثامن عشر الميلادي، كان للنساء دور متغير في جميع أنحاء أمريكا اللاتينية. لقد بدأن في الانخراط سياسيًا واقتصاديًا وثقافيًا. بدأت النسوة في الانخراط في القوى العاملة خاصة في إنتاج القماش القطني والعمل تجارات في السوق. بسبب هذه التغييرات المتزايدة في دور الجنسين، شاركت النساء في تمرد توباك أمارو الثاني. كانت زوجة توباك، ميكايلا باستيداس، قد قادت كتيبتها الخاصة وكانت هي وكتيبتها مسؤولين عن الانتفاضة في منطقة سان فيليبي دي تونغاسوكان. شاركت ميكايلا باستيداس وبارتولا سيسا في مظاهرات ضد الأسعار المرتفعة، وشبكات توزيع المواد الغذائية، والمعاملة العنصرية للسكان الأصليين، والضرائب المرتفعة، وتشديد القيود على المستعمرات. ومع أن المرأة شاركت في التمرد، وكان لها دور نشط للغاية في جميع أنحاء قراها والتي أدت إلى الاستقلال في جميع أنحاء المنطقة، إلا أنها لم تلق سوى القليل من الاهتمام لجهودها.

## العواقب
يقدر عدد القتلى في النهاية ب100 ألف هندي و10 آلاف إلى 40 ألف من غير الهنود.
خفض نائب الملك يوريغوي التزامات ميتا في محاولة لتخفيف بعض شكاوى الهنود. وفي عام 1784، ألغى خليفته، تيودورو دي كروا، الكوريجدور وأعاد تنظيم الإدارة الاستعمارية حول ثمانية سفراء. وفي عام 1787، تم إنشاء ريال أودينسيا في كوسكو.
تضمنت مراسيم المسؤول الاستعماري الإسباني خوسيه أنطونيو دي أريشي التي أعقبت إعدام توباك أمارو الثاني حظر لغة كتشوا وارتداء ملابس السكان الأصليين وأي ذكر أو ذكر لثقافة وتاريخ الإنكا تقريبًا. تم تأكيد محاولات أريشي لتدمير ثقافة الإنكا بعد إعدام توباك بموجب مرسوم ملكي في أبريل 1782، لكن السلطات الاستعمارية كانت تفتقر إلى الموارد اللازمة لتطبيق هذه القوانين وسرعان ما تم نسيانها إلى حد كبير. ومع ذلك، تم تدمير اللوحات التي تصور الإنكا، وألغيت المؤسسة القانونية للكاسيك، مع استبدال العديد من منهم بمسؤولين من خارج المنطقة المحلية. أدى هذا إلى تقويض سلطة السكان الأصليين مع تنازلات نائب الملك.

## روابط خارجية
- الاستعراض التاريخي الأمريكي اللاتيني، المجلد 2
- إمبراطوريات العالم الأطلسي: بريطانيا وإسبانيا في الأمريكتين 1492-1830